# Agriculture naturelle

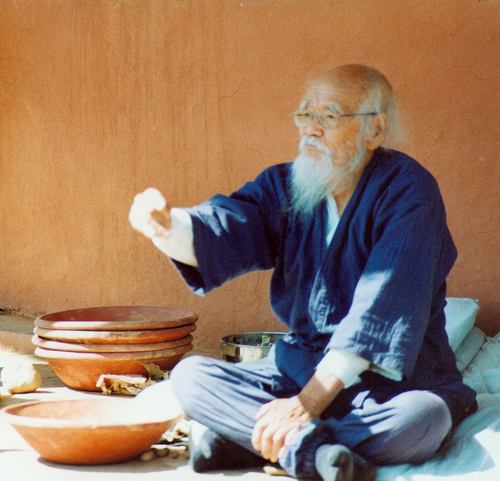
Masanobu Fukuoka, initiateur de la méthode de l'agriculture naturelle.

 (juin 2018).
 (octobre 2019).
L'agriculture naturelle est une pratique agricole qui limite très fortement les interventions humaines sur les cultures. Masanobu Fukuoka, à l'origine de cette méthode, la définit comme l'agriculture du non-faire ou du non-agir. Appliquée au potager, il l'appelle aussi parfois agriculture sauvage.

## Dénominations
Le mode d'agriculture dit « agriculture naturelle » est aussi parfois appelé « agriculture sauvage » en raison du fait qu'elle se rapproche beaucoup de l'alimentation telle que trouvée dans la nature, « agriculture du non-agir » en raison du fait qu'elle consiste en l'exclusion ou la limitation de la main de l'homme, ou encore « agriculture du non-faire ».

## Principes
L'agriculture naturelle est basée sur le concept de non-agir (无为 / 無為, wúwéi) que Masanobu Fukuoka rattache à la philosophie de Mu. Par non-agir, il faut comprendre une action humaine réalisée en pleine conformité avec les lois de la Nature. Pour Fukuoka, il y a une identité parfaite entre la Nature et Dieu. C'est pourquoi l'agriculture naturelle est une voie (Tao) spirituelle à part entière. Appliquée à l'agriculture, cette philosophie se décline en quatre principes fondamentaux : pas de labour, pas d'engrais, pas de sarclage et pas de pesticide. Un cinquième principe est parfois rajouté : pas de taille. 
Selon Fukuoka, la nature sauvage est le modèle universel à la fois parfait et radicalement incompréhensible. Dans son infinie complexité, la Nature fournit tous les outils nécessaires à une production agricole riche. Toute tentative de l'homme visant à faire mieux que la Nature ne peut qu'entraîner une baisse de rendement, une destruction des sols et une perte de sens.
Ses observations et expériences sur des champs de riz et des vergers du sud du Japon ont montré, selon lui, qu'il parvenait à obtenir des rendements égaux ou supérieurs à ceux de l'agriculture moderne ou dite scientifique.
En France, quelques essais ont été réalisés. Les plus célèbres sont ceux de Marc Bonfils. Une étude minutieuse de ces affirmations montre que les rendements obtenus ne sont pas uniformément élevés mais que, lorsqu'ils le sont, c'est avec une très faible consommation d'intrants.
Depuis 2005, l'Institut technique d'agriculture naturelle a pour vocation de développer et promouvoir l'agriculture naturelle en France.

## Autres praticiens
Outre Masanobu Fukuoka, considéré comme le pionnier dans le domaine de l'agriculture naturelle, on trouve aussi :
- Mokichi Okada, à la base d'une système agricole appelé « culture sans engrais » (no fertilizer farming) ou « agriculture naturelle » (natural farming). Son savoir-faire ne se limite pas à l'agriculture ; il est également philosophe, guérisseur, artiste et homme spirituel[7].
- Yoshikazu Kawaguchi, un des chefs de file de l'agriculture naturelle au Japon[8]. Il s'inscrit dans les travaux de Masanobu Fukuoka et de Wes Jackson.
- Akinori Kimura, à la base de la « culture naturelle » (自然栽培), qui se veut sans pesticides ni engrais. Sa spécialisation est la culture naturelle de pommes, qualifiées de « pommes miraculeuses » (miracle apples)[9].